# Manchester United Football Club 1973-1974
Questa voce raccoglie le informazioni riguardanti il Manchester United Football Club nelle competizioni ufficiali della stagione 1973-1974.

## Stagione
Il precampionato vide l'abbandono dei Red Devils da parte di alcuni giocatori della vecchia guardia come Bobby Charlton e Denis Law (il primo ritiratosi, il secondo ceduto a titolo gratuito ai concittadini del Manchester City per volere di Docherty), mentre George Best rimase regolarmente in squadra fino ai primi giorni di gennaio, disputando la sua ultima partita contro il QPR il giorno di Capodanno e venendo estromesso dopo pochi giorni da Tommy Docherty per non essersi presentato agli allenamenti.
Nel corso della stagione i Red Devils incontrarono numerose difficoltà, uscendo nelle fasi iniziali della Coppa di Lega e della FA Cup e stazionando nelle posizioni di bassa classifica della First Division: dopo aver vinto due delle prime tre gare, la squadra cadde gradualmente in zona retrocessione distinguendosi ancora per un attacco sterile in cui il primato di capocannoniere venne detenuto per gran parte della stagione dal portiere Alex Stepney, scelto da Docherty come rigorista.
Alcuni tentativi di rimonta nella parte finale del campionato vennero vanificati da alcune sconfitte importanti (fra cui il derby perso per 1-0 a causa di un gol di tacco segnato nel finale dall'ex Denis Law), sicché i Red Devils conclusero il campionato al penultimo posto, retrocedendo dopo trentasei anni di permanenza in massima divisione e a sei anni di distanza dalla vittoria della Coppa dei Campioni.

## Maglie e sponsor
Il fornitore tecnico della stagione 1973-1974 è Umbro.
| Casa | Trasferta | Terza |

## Rosa
| N. |                             | Ruolo | Calciatore       |
| -- | --------------------------- | ----- | ---------------- |
|    | Inghilterra (bandiera)      | P     | Alex Stepney     |
|    | Scozia (bandiera)           | D     | Martin Buchan    |
|    | Scozia (bandiera)           | D     | Alex Forsyth     |
|    | Inghilterra (bandiera)      | D     | Brian Greenhoff  |
|    | Galles (bandiera)           | D     | Clive Griffiths  |
|    | Scozia (bandiera)           | D     | Jim Holton       |
|    | Scozia (bandiera)           | D     | Stewart Houston  |
|    | Inghilterra (bandiera)      | D     | Steven James     |
|    | Inghilterra (bandiera)      | D     | David Sadler     |
|    | Inghilterra (bandiera)      | D     | Arnie Sidebottom |
|    | Inghilterra (bandiera)      | D     | Tony Young       |
|    | Irlanda del Nord (bandiera) | C     | George Best      |
|    | Inghilterra (bandiera)      | C     | Paul Bielby      |

| N. |                             | Ruolo | Calciatore       |
| -- | --------------------------- | ----- | ---------------- |
|    | Irlanda (bandiera)          | C     | Gerry Daly       |
|    | Scozia (bandiera)           | C     | George Graham    |
|    | Irlanda (bandiera)          | C     | Mick Martin      |
|    | Scozia (bandiera)           | C     | Jim McCalliog    |
|    | Scozia (bandiera)           | C     | George Buchan    |
|    | Irlanda del Nord (bandiera) | C     | Sammy McIlroy    |
|    | Irlanda del Nord (bandiera) | A     | Trevor Anderson  |
|    | Inghilterra (bandiera)      | A     | Peter Fletcher   |
|    | Inghilterra (bandiera)      | A     | Brian Kidd       |
|    | Scozia (bandiera)           | A     | Lou Macari       |
|    | Scozia (bandiera)           | A     | Willie Morgan    |
|    | Inghilterra (bandiera)      | A     | Ian Storey-Moore |

## Statistiche

### Andamento in campionato
Luogo, risultato e posizione seguono l'ordine ufficiale delle giornate.
| Giornata  | 1  | 2  | 3 | 4  | 5  | 6  | 7  | 8  | 9  | 10 | 11 | 12 | 13 | 14 | 15 | 16 | 17 | 18 | 19 | 20 | 21 | 22 | 23 | 24 | 25 | 26 | 27 | 28 | 29 | 30 | 31 | 32 | 33 | 34 | 35 | 36 | 37 | 38 | 39 | 40 | 41 | 42 |
| --------- | -- | -- | - | -- | -- | -- | -- | -- | -- | -- | -- | -- | -- | -- | -- | -- | -- | -- | -- | -- | -- | -- | -- | -- | -- | -- | -- | -- | -- | -- | -- | -- | -- | -- | -- | -- | -- | -- | -- | -- | -- | -- |
| Luogo     | T  | C  | C | T  | T  | C  | C  | T  | C  | T  | C  | C  | C  | C  | T  | T  | C  | T  | C  | C  | T  | C  | C  | T  | T  | C  | T  | T  | C  | T  | C  | T  | V  | C  | C  | T  | T  | T  | C  | C  | T  | C  |
| Risultato | P  | V  | V | P  | P  | P  | V  | N  | N  | P  | P  | V  | N  | N  | P  | P  | N  | N  | N  | P  | P  | P  | V  | P  | P  | N  | P  | P  | P  | N  | N  | V  | N  | P  | P  | V  | V  | P  | V  | V  | N  | P  |
| Posizione | 22 | 15 | 7 | 13 | 15 | 19 | 14 | 13 | 14 | 17 | 18 | 16 | 15 | 14 | 18 | 18 | 18 | 19 | 18 | 19 | 19 | 19 | 19 | 19 | 19 | 19 | 21 | 21 | 22 | 22 | 21 | 21 | 21 | 21 | 22 | 21 | 21 | 21 | 21 | 21 | 21 | 21 |

Fonte:  Premier League 1973/1974 » Schedule, su worldfootball.net.
Legenda:

Luogo: C = Casa; T = Trasferta. Risultato: V = Vittoria; N = Pareggio; P = Sconfitta.